# .localhost
.localhost è un dominio di primo livello riservato.
È stato definito dalla Internet Engineering Task Force (IETF) nel giugno 1999 con la Request for Comments 2606, insieme ad altri tre domini riservati (.example, .test e .invalid). Gli utenti possono assumere che il dominio corrisponda all'interfaccia di loopback, mentre API, librerie e server DNS devono trattarlo come un caso speciale.